# Farid al-Ansari
Farid al-Ansari , (en arabe : فريد الأنصاري), né en 1960 dans la province d'Errachidia (sud-est du Maroc), est mort le jeudi 5 novembre 2009 à Istanbul en Turquie. Il était un universitaire et alim marocain malikite.

## Carrière
Il a obtenu le Doctorat d’État en Études islamiques, dans la spécialité "Fondements de la Jurisprudence (Ussul al-Fiqh)". Il était président de la branche des sciences islamiques à la faculté des lettres de l'université Moulay Ismail de Meknès. Il était président de la cour scientifique (conseil des ouléma) de la ville de Meknès. Il était professeur des fondements de la jurisprudence et président de l'unité : Fatwa, Société et Objectifs de la Charia dans le département des études supérieures à la même université.
Il occupait le siège de l'exégèse - tafsir - en tant que professeur à la Grande Mosquée de la ville de Meknès. Prédicateur agréé par la cour scientifique à Meknès - Maroc.
Il était membre de la Ligue Mondiale de la Littérature Islamique, membre fondateur de l'Institut des études terminologiques attaché à la Faculté des Lettres et des Sciences Humaines de l'Université Mohammed Ben Abdellah de Fès.
Grand défenseur du madhhab malikite, il s'est attaché durant toute sa vie à revaloriser le malikisme ainsi que les ouléma malikites qui ont marqué l'histoire du Maroc et du monde musulman en général.

## Sa mort
Il est mort, à la suite d'un cancer, le jeudi 5 novembre 2009 dans un hôpital à Istanbul alors qu'il était parti se faire soigner. Ses funérailles ont eu lieu le dimanche 8 novembre 2009 dans la ville de Meknès, plusieurs milliers de personnes, notamment les différents oulémas du Maroc, y assistèrent. Il est enterré au cimetière de la Zeytouna de Meknès, la ville où il vivait.
Le Roi du Maroc Mohammed VI adressa une lettre de condoléances aux membres de la famille du défunt.